# Arsenal Ltd
Issu des arsenaux d'État, Arsenal Ltd est le principal fabricant d'armes bulgare. Sa production actuelle comprend essentiellement des copies (fabriquées sous licence) ou des variantes d'armes soviétiques. Son  siège social et sa principale usine sont situés à Kazanlak. Son principal concurrent national est Arcus Co.

## Histoire
À la suite de la guerre russo-turque de 1877-1878, le gouvernement de la principauté de Bulgarie décide de créer une fabrique de canon dans la ville de Roussé. En 1884, cette usine est transformée en arsenal. En 1924, le roi Boris III de Bulgarie décide de le transférer sur le site de Kazanlak. La république populaire de Bulgarie renomme ses arsenaux en « usine no 10 » au lendemain de la Seconde Guerre mondiale. Dans les années 1990, la jeune république bulgare privatise son complexe militaro-industriel donnant naissance à la firme Arsenal.